# اتحادیه بندوبیلا
اتحادیه بندوبیلا (به لاتین: Bandobila Union) یک منطقهٔ مسکونی در بنگلادش است که در Bagherpara Upazila واقع شده‌است.